# Mas Marunys
El Mas Marunys és una obra de Sant Joan les Fonts (Garrotxa) inclosa a l'Inventari del Patrimoni Arquitectònic de Catalunya.

## Descripció
És una casal de planta rectangular amb teulat a dues aigües. Disposa de baixos -per guardar el bestiar- amb finestres poc nombroses i espitllerades; per una escala interior s'accedeix al primer pis destinat a l'habitatge, amb finestres quadrades amb arcs de descàrrega; el segon pis està destinat a graner i magatzems. La casa va ser bastida amb pedra volcànica, emprant carreus ben tallats per als angles i obertures. Disposa de dues grans pallisses. A la llinda de la porta principal; " 17 IHS 91 ME FECIT ISIDRO MARUNS" A la llinda del corral: "ME FEU LLUIS TORRAS ANY 1906"; i a la era: "1760".

## Història
Aquest mas va tributar al priorat de Sant Joan, i, per una sola peça de terra, als senyors jurisdiccionals de Castellfollit. Hereus documentats d'aquest mas: Beatriu (1261); Bartomeu (abans de 1321); Bernat (1321-1353); Guillem (1370-1418); Jaume (1420-1448); Guillem (1469-1482); Martirià (1482); Joan (1508-1509); Pere (1530-1561); Antoni (1565-1574); Benet (1578-1612); Pere (1615-1629); Baldiri (1641-1694); Gabriel (1681-1706); Joan (1742-1755); Isidre (1778-1791) i Joan, que en no tenir descendència va fer pubilla del mas a Maria Rosa Olivet, esposa de Josep Torres Aiguanegra, l'any 1819.